# فلاديمير أونيستشينكو
فلاديمير أونيستشينكو (بالأوكرانية: Онищенко Володимир Іванович)‏، من مواليد 28 أكتوبر 1949، لاعب كرة قدم سوفييتي سابق، ومدرب كرة قدم أوكراني حالي.
لعب مع منتخب الاتحاد السوفييتي لكرة القدم.

## مسيرته الكروية
لعب فلاديمير أونيستشينكو خلال مسيرته الاحترافية مع ناديين في اثنا عشر موسمًا وسجل خلالها 55 هدفًا ضمن 175 مباراة. حيث فاز في موسمين بالكأس وفي ستة مواسم بالدوري.
خاض فلاديمير أونيستشينكو مسيرته مع نادي دينامو كييف في موسم 1968 في المرة الأولى ليلعب معه أربعة مواسم ثم في موسم 1974 ليلعب معه خمسة مواسم، مشاركًا طوالها في 123 مباراة سجل خلالها 37 هدفًا. ثم انتقل إلى نادي زوريا لوهانسك في موسم 1971 واستمر معه طيلة ثلاثة مواسم، حيث شارك في 52 مباراة سجل خلالها 18 هدفًا.

## روابط خارجية
- فلاديمير أونيستشينكو على موقع الاتحاد الدولي (مؤرشف)  (الإنجليزية)
- فلاديمير أونيستشينكو على موقع الاتحاد الأوربي (الإنجليزية)
- فلاديمير أونيستشينكو على موقع قاعدة بيانات كرة القدم.إي يو (الإنجليزية)
- فلاديمير أونيستشينكو على موقع ناشيونال فوتبول تيمز (الإنجليزية)
- فلاديمير أونيستشينكو على موقع كووورة
- فلاديمير أونيستشينكو على موقع أوليمبيديا (الإنجليزية)